# Anton Font
Anton Font Bernadet (Capellades, Barcelona, 28 de enero de 1932-Capellades, 20 de marzo de 2021) fue un mimo, actor y pedagogo español. Fundador de la compañía de teatro Els Joglars, junto con Albert Boadella y Carlota Soldevila.

## Trayectoria
Nacido en Capellades, Font se fue en los años 50 a París, donde se formó en las técnicas de mimo en la prestigiosa escuela de Marcel Marceau. De vuelta a Barcelona, en 1961 fundó la compañía Els Joglars, con Albert Boadella y Carlota Soldevila, pero se desvinculó seis años después.
En 1962 se instaló en Barcelona y comenzó a impartir clases de expresión corporal. Fue promotor en 1965 de la empresa de juguetes didácticos de madera Didó y más tarde de otra llamada Caballo de Troya.
En 1969 fundó el barrio de Sarrià la primera escuela de estudios escénicos de Cataluña, El Timbal-Centro de formación y creación escénica de la que fue director hasta el año 2010. El Timbal fue un centro pionero en la enseñanza de la danza contemporánea y el clown. La escuela continúa en funcionamiento, ahora en el Ensanche, y es un centro de referencia en la formación de actores.
El año 1976 fue reconocido por la Federación Francesa de Danza y Expresión Corporal de Europa como el único representante del mimo teatral en España.
En 1980 creó y dirigió otros grupos y compañías de teatro como broma, Gacs y Teatro del Alboroto y ese mismo año actuó en el Festival Internacional de Mimo de Zúrich (Suiza), que le llevó a organizar, entre 1981 y 1985 , el Festival Internacional de Mimo de Barcelona.
Siempre vinculado a la enseñanza y la difusión del teatro, en 1999 creó la Asociación Catalana de Escuelas de Teatro, y en 2010, se implicó en el renacimiento del teatro La Liga de Capellades, su pueblo. También impulsó diferentes revistas en la villa como La Miranda o Vida, fue presidente de La Liga de Capellades en diferentes etapas.
Murió en Capellades, el 20 de marzo de 2021 a la edad de 89 años.

## Reconocimientos
El 19 de enero de 2020, en un acto en el Museo del Molino Papelero de Capellades, fue nombrado hijo predilecto de Capellades por su destacada y dilatada labor cultural como creador, promotor, pedagogo y artista y por su contribución a agrandar, el arte, la cultura y la enseñanza en Cataluña.